# Goudgeel draadwatje
Het goudgeel draadwatje (Trichia persimilis) is een slijmzwam uit de familie Trichiidae. Het plasmodium beweegt als een gigantische amoebe over het hout en neemt bacteriën op. Kenmerkend voor deze soort zijn ornamentatie in de vorm van een wijdmazig onderbroken netwerk.

## Kenmerken
Sporocarpen
Het goudgeel draadwatje vormt sporocarpen, die een bolvormige, zelden langwerpige vorm hebben met een diameter van 0,5 tot 0,8 mm. Ze groeien in dicht opeengepakte groepen. De kleur varieert van lichtbruin tot bruingeel tot oker. De individuele sporocarpen bereiken een hoogte van maximaal 1 mm en een breedte van 0,2 tot 1,2 mm. Door de zijdelingse druk in de dichte opstelling zijn ze vaak vervormd. 
Elateren
De okergele elateren zijn bezet met hier en daar een stekel en hebben een korte (5–15 µm) punt. Zelden zijn ze tweepuntig. De elateren meten 4-6 µm in diameter en zijn bezet met 4 tot 5 dicht op elkaar staande spiraalbanden.
Sporen
De sporen zijn geel tot geelbruin in bulk en geel met doorvallend licht. Ze zijn rond, zelden breed elliptisch van vorm en hebben een rand van 1-2 µm. Op hun oppervlak bevindt zich een onderbroken netwerk, dat vaak slechts fragmentarisch is en uit kleinere mazen bestaat. Ronde sporen hebben een diameter van 11-14 µm; elliptische exemplaren zijn 12-13 x 14-16 µm groot.

## Ecologie
Het leeft saprotroof op dood hout in naaldbos en gemengd bos. Het leeft voornamelijk op loofhout, zelden op naaldhout. Het substraat bestaat uit b.v. berken, eiken, haagbeuken en gewone beuken, evenals sparren in het geval van naaldhout. Daarnaast kunnen ook diverse Polyporales als substraat dienen. Vruchtlichamen groeien het hele jaar, maar vooral van in maanden september tot mei. 

## Verspreiding
De soort is kosmopolitisch en komt veel voor in Centraal-Europa. In Nederland komt het vrij zeldzaam voor.

## Foto's

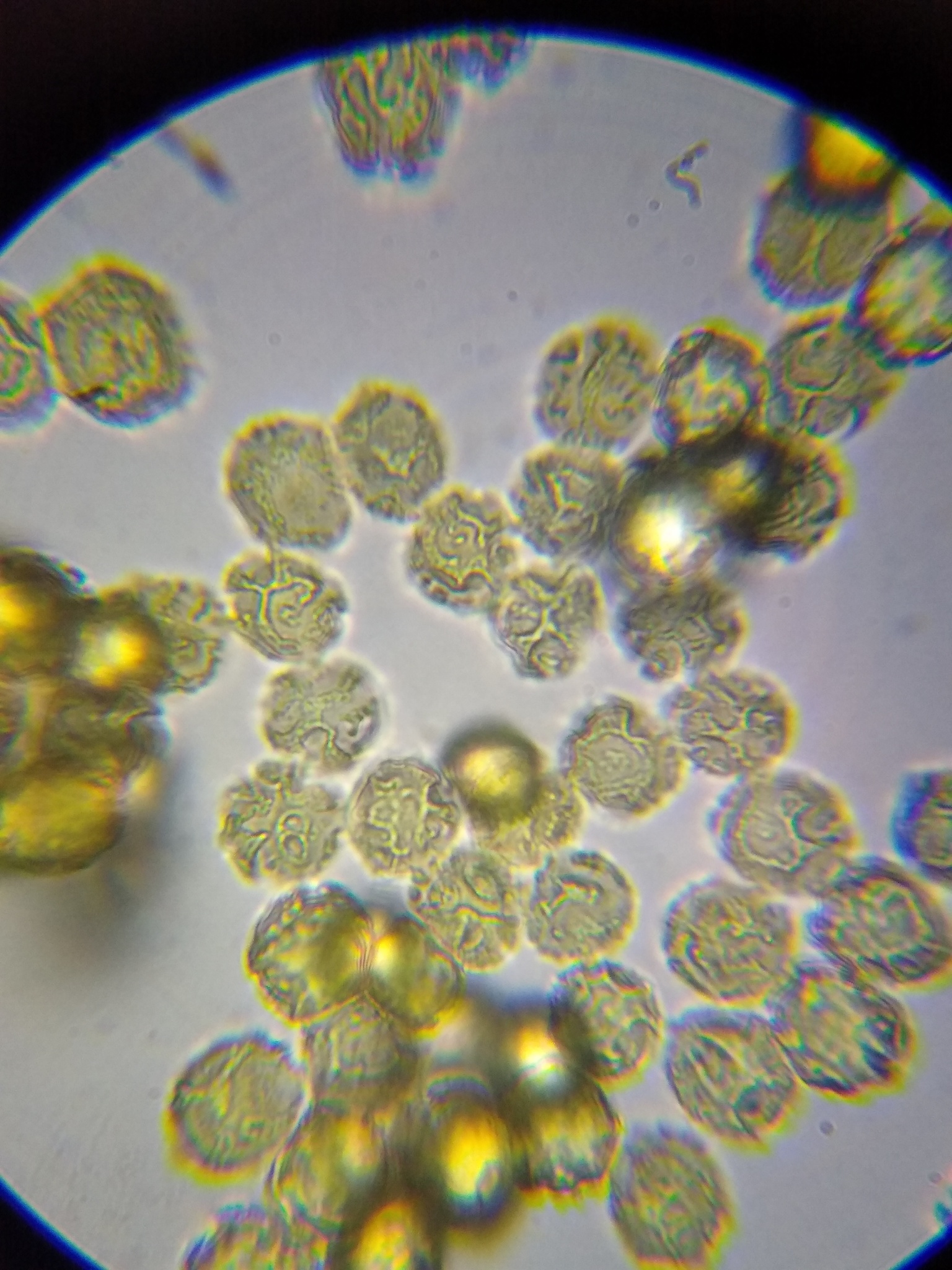
Sporen geornamenteerd met onderbroken netwerk
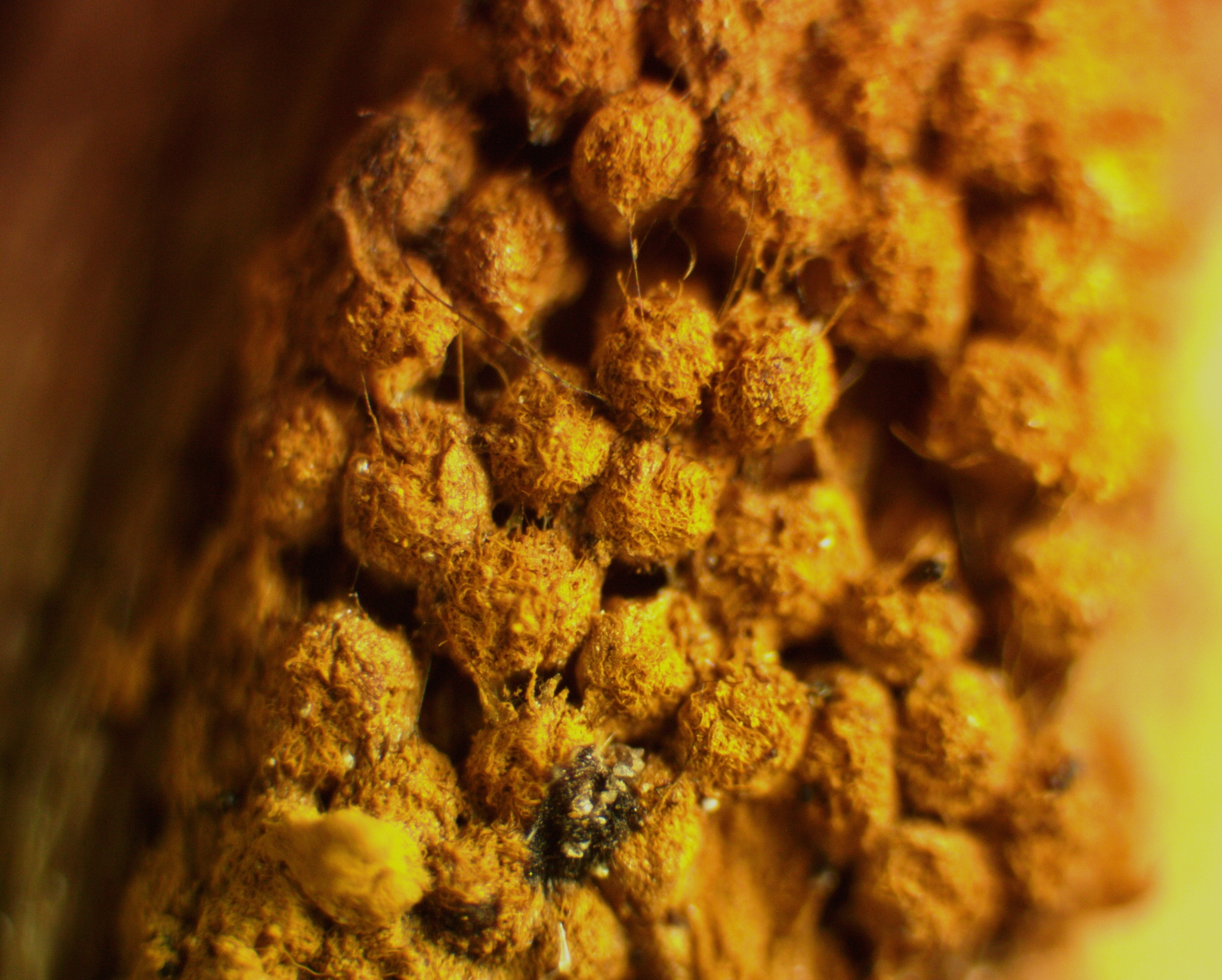
Rijpe sporocarpen
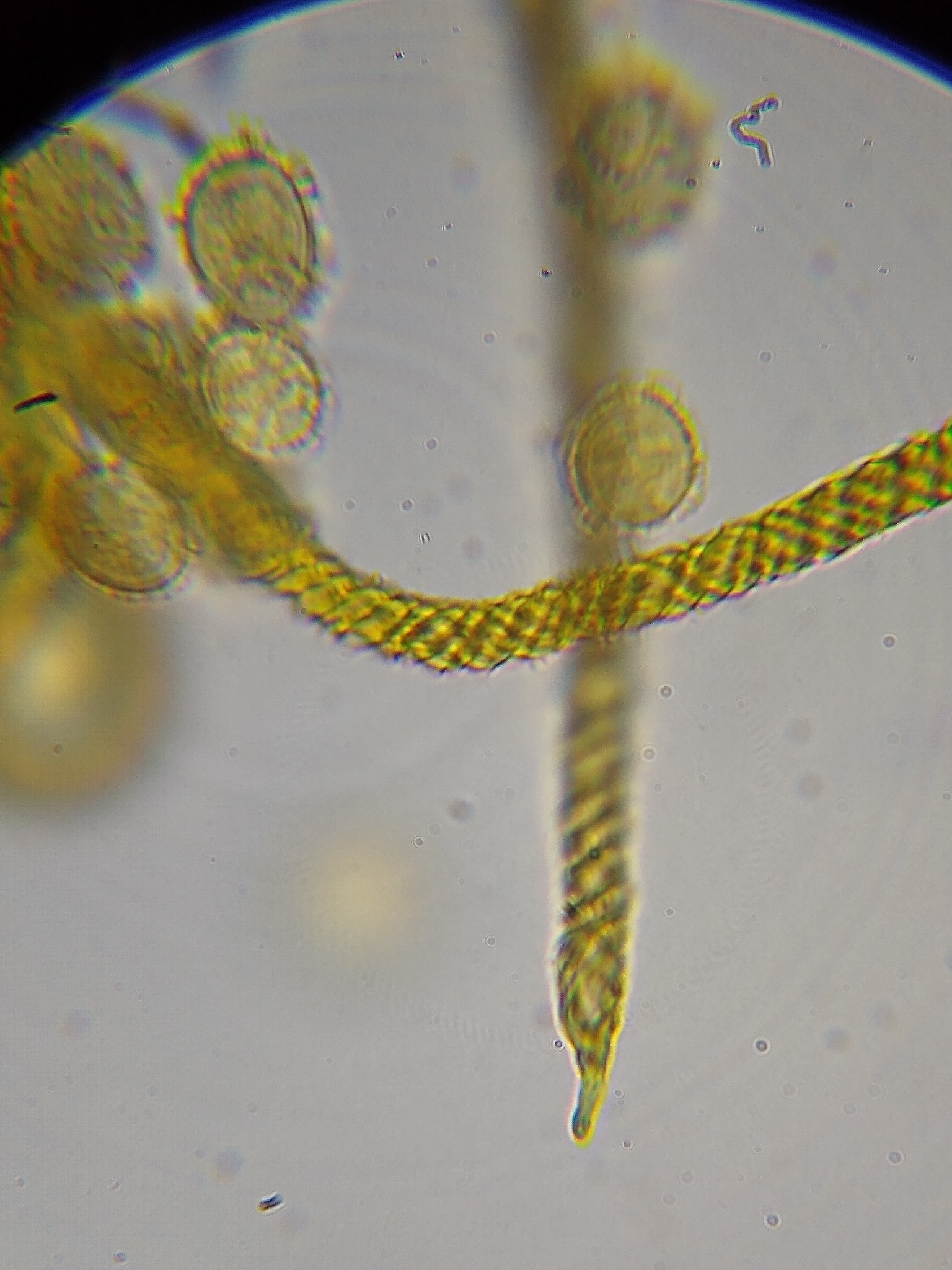
Elateren (Capillitium) met korte punt